# Save the Last Dance for Me (álbum)
Save the Last Dance for Me es el segundo y último álbum de estudio del grupo musical canadiense The DeFranco Family, featuring Tony DeFranco. Fue publicado en junio de 1974 a través de 20th Century Records.

## Recepción de la crítica
Un escritor no especificado de la revista Cash Box declaró: “Naturalmente, la voz de Tony al frente es clave para el sonido de DeFranco, pero no pase por alto las finas armonías que proporciona el resto del grupo”.

## Lista de canciones
Todas las canciones escritas y compuestas por Timothy Martin y Walt Meskell, excepto donde esta anotado. 
| Lado uno |                              |                          |          |  |
| N.º      | Título                       | Escritor(es)             | Duración |  |
| 1.       | «Save the Last Dance for Me» | Doc Pomus Mort Shuman    | 3:17     |  |
| 2.       | «Love the Way You Do»        |                          | 2:38     |  |
| 3.       | «The Only One»               |                          | 3:22     |  |
| 4.       | «Because We Both Are Young»  | Tom Bahler Harry Shannon | 4:08     |  |
| 5.       | «Write Me a Letter»          |                          | 3:17     |  |

| Lado dos |                            |                          |          |  |
| N.º      | Título                     | Escritor(es)             | Duración |  |
| 1.       | «Hold Me»                  |                          | 3:13     |  |
| 2.       | «I Guess You Already Knew» |                          | 3:44     |  |
| 3.       | «Poor Boy»                 | Mac Rebennack Jesse Hill | 2:38     |  |
| 4.       | «Baby Blue»                | Baker Knight             | 3:12     |  |
| 5.       | «Maybe It's You»           |                          | 3:58     |  |

## Créditos y personal
Créditos adaptados desde las notas de álbum de Save the Last Dance for Me.
Personal técnico
- Walt Meskell – productor, arreglos orquestales en todas las canciones, arreglos vocales en «Baby Blue»
- Pete Carpenter – arreglos orquestales en todas las canciones excepto «The Only One»
- Tom Bahler – arreglos vocales en todas las canciones excepto «Baby Blue»
- John Boyd – ingeniero de audio
- Arnie Acosta – masterización
- Gil Garner – ilustración
- Kenny Lieu – fotografía